# Episodi di Containment
La prima e unica stagione della serie televisiva Containment, composta da 13 episodi, è stata trasmessa in prima visione negli Stati Uniti dalla The CW dal 19 aprile al 19 luglio 2016.
In Italia la serie è stata trasmessa da Premium Action, canale a pagamento della piattaforma Mediaset Premium, dal 15 settembre al 20 ottobre 2016.
| n° | Titolo originale                 | Titolo italiano              | Prima TV USA   | Prima TV Italia   |
| -- | -------------------------------- | ---------------------------- | -------------- | ----------------- |
| 1  | Pilot                            | Contagio                     | 19 aprile 2016 | 15 settembre 2016 |
| 2  | I to Die, You to Live            | La forza della vita          | 26 aprile 2016 | 15 settembre 2016 |
| 3  | Be Angry at the Sun              | Rabbia e impotenza           | 3 maggio 2016  | 22 settembre 2016 |
| 4  | With Silence and Tears           | Lacrime e silenzio           | 10 maggio 2016 | 22 settembre 2016 |
| 5  | Like a Sheep Among Wolves        | Pecore tra i lupi            | 17 maggio 2016 | 29 settembre 2016 |
| 6  | He Stilled the Rising Tumult     | Senza più regole             | 24 maggio 2016 | 29 settembre 2016 |
| 7  | Inferno                          | Inferno                      | 31 maggio 2016 | 6 ottobre 2016    |
| 8  | There is a Crack in Everything   | Il punto debole di ogni cosa | 14 giugno 2016 | 6 ottobre 2016    |
| 9  | A Kingdom Divided Against Itself | La sfida decisiva            | 21 giugno 2016 | 13 ottobre 2016   |
| 10 | A Time to Be Born...             | Rinascere                    | 28 giugno 2016 | 13 ottobre 2016   |
| 11 | Nothing Gold Can Stay            | Tutto sembra finire          | 5 luglio 2016  | 20 ottobre 2016   |
| 12 | Yes Is the Only Living Thing     | L'ultima speranza            | 12 luglio 2016 | 20 ottobre 2016   |
| 13 | Path to Paradise                 | La strada per il paradiso    | 19 luglio 2016 | 20 ottobre 2016   |

## Contagio
- Titolo originale: Pilot
- Diretto da: David Nutter
- Scritto da: Julie Plec

### Trama
Un uomo di origini siriane risulta essere infetto da un virus altamente contagioso. L'uomo trasmette il virus a molte persone, tra cui il suo medico curante e la sua famiglia, e il fatto mette in moto una serie di eventi che porta a un isolamento sanitario della Zona 6 della città di Atlanta. Una funzionario del Governo, Sabine Lommers, fa infatti erigere una barriera intorno a una parte di Atlanta per evitare una maggiore diffusione del virus. La donna chiede aiuto all'ufficiale di polizia Lex Carnahan, rimasto miracolosamente fuori dalla zona delimitata. L'uomo accetta di aiutare la Lommers solo per riuscire ad avere maggiori informazioni riguardo alla quarantena, visto che all'interno della zona infetta sono rimasti prigionieri anche la sua ragazza, Jana, e il suo amico e collega Jake.
- Altri interpreti: Karan Oberoi (Bobby Carver), Elyse Levesque (Rita Sanders), Zachary Unger (Quentin), Charles Black (Bert), Sandra Ellis Lafferty (Micheline), Nadine Lewington (Suzy), Tiffany Morgan (Leanne), Demetrius Bridges (Xander), Scott Parks (Walden), Yohance Myles (Dennis), Dan Bright (Ray), Nadej k Bailey (Britney), Donielle T. Hansley Jr. (Thomas), Ronny Mathew (Sayid), Leander Suleiman (Lena), Joey Naber (Radwan), Adin Steckler (Mary), Geoffrey D. Williams (Jim Banks)

## La forza della vita
- Titolo originale: I to Die, You to Live
- Diretto da: Charles Beeson
- Scritto da: Julie Plec

### Trama
Le autorità scoprono che il fratello minore dell'uomo siriano considerato il "Paziente Zero" aveva una ragazza, che risulta dispersa. Sabine e Lex cercano in ogni modo di rintracciarla per impedire che infetti altra gente. Attraverso alcune riprese effettuate tramite telecamere di sicurezza sparse per la città, i due scoprono che la ragazza è ancora all'interno della zona delimitata ed è stata ospite di un pigiama-party. A questo party, ha preso parte anche una ragazza che dopo aver giocato al gioco della bottiglia si reca a trovare Teresa, una sua amica incinta, per convincerla a partecipare anch'ella alla festa, ma quando capisce che quest'ultima non ha intenzione di seguirla, torna al party senza di lei. Mentre si reca da sua nonna, Teresa scopre che tutti i partecipanti alla festa a cui era stata invitata, compresa l'amica che le aveva dato il bacio sulla guancia, sono considerati infetti e per evitare di mettere a rischio sua nonna, già affetta dal morbo di Parkinson - si isola nel magazzino del negozio di sua madre. La Lommers intanto decide di circondare la zona delimitata con una serie di container per impedire in ogni modo che qualunque soggetto a rischio possa lasciare la quarantena.
- Altri interpreti: Zachary Unger (Quentin), Charles Black (Bert), Sandra Ellis Lafferty (Micheline), Nadine Lewington (Suzy), Demetrius Bridges (Xander), Scott Parks (Walden), Yohance Myles (Dennis), Dan Bright (Ray), Nadej k Bailey (Britney), John Winscher (Tony), Claire Bronson (Lindsay Savage), Donielle T. Hansley Jr. (Thomas), Ronny Mathew (Sayid), Leander Suleiman (Lena), Adin Steckler (Mary), Geoffrey D. Williams (Jim Banks), Lindsey Naves (Aimee), Elle Roberts (Elizabeth Franklin)

## Rabbia e impotenza
- Titolo originale: Be Angry at the Sun
- Diretto da: Charles Beeson
- Scritto da: Marguerite MacIntyre

### Trama
Dopo aver visto svariati video riguardanti scene di panico e violenza all'interno della zona delimitata, Lex chiede alla Lommers di inviare all'interno delle squadre di rinforzo ma la donna non acconsente. L'uomo quindi chiede al suo amico Jake di prendere in mano la situazione per mantenere la calma. Katie - un'insegnante imprigionata nella zona in quarantena con suo figlio e la sua classe di studenti - ha il difficile compito di rassicurare i genitori dei ragazzi. Anche Victor Cannerts, il dottore che ha scoperto il contagio e che ha il compito di trovare una cura, chiede aiuto a Jake, l'unico in grado di comunicare direttamente con l'esterno. Teresa, mentre cerca in tutti i modi di non entrare in contatto con nessuno per paura di essere infetta e trasmettere il virus ad altre persone, assiste impotente a una rapina nel negozio di sua madre. Solo l'intervento tempestivo di Jake mette in fuga i malviventi. Intanto, il giornalista Leo Green indaga sul contagio e diffonde una serie di video che racconta una verità sul virus diversa da quella che la Lommers divulga all'esterno della zona in quarantena. L'uomo, inoltre, scopre - grazie a due sue amiche imprigionate nella zona protetta - che è possibile raggiungere l'esterno dell'area isolata attraverso una scala antincendio. Thomas, uno degli studenti di Katie, scappa all'esterno dell'ospedale. Durante la fuga, il bambino entra in contatto con un uomo infetto.
- Altri interpreti: Zachary Unger (Quentin), Charles Black (Bert), Sandra Ellis Lafferty (Micheline), Nadine Lewington (Suzy), Tiffany Morgan (Leanne), Demetrius Bridges (Xander), Scott Parks (Walden), Yohance Myles (Dennis), Dan Bright (Ray), Nadej k Bailey (Britney), John Winscher (Tony), Claire Bronson (Lindsay Savage), Donielle T. Hansley Jr. (Thomas), Adin Steckler (Mary), Brody Wellmaker (Ufficiale Baker), Faith Dillon (Melinda), Natalie Karp (Allie), Lindsey Naves (Aimee), Robin Spriggs (Harley), Kendrick Cross (Sig. Graham), Lisa Finlayson (Jozelle)

## Lacrime e silenzio
- Titolo originale: With Silence and Tears
- Diretto da: Chris Grismer
- Scritto da: Michael Jones-Morales

### Trama
Lex viene convinto ad andare in TV e rassicurare i cittadini di Atlanta riguardo alla diffusione del virus, sebbene l'uomo sia cosciente di mentire in quanto la situazione è ancora fuori controllo. Jana, la fidanzata di Lex, riesce a mettere a punto un telefono che le permetterebbe di chiamarlo. Xander, il ragazzo di Teresa, cerca in tutti i modi di entrare nella zona protetta per raggiungerla, e dopo alcuni tentativi, vi riesce, grazie a un accordo con Green. Intanto Jake riesce a trovare alcuni medicinali che potrebbero permettere al Dott. Cannerts di continuare i suoi esperimenti per trovare una cura. A causa del panico causato dai servizi giornalistici di Green, la Lommers decide di bloccare qualunque tipo di connessione internet e telefonica da e verso il cordone sanitario.
- Altri interpreti: Zachary Unger (Quentin), Shawn Parsons (Sam), Nadine Lewington (Suzy), Tiffany Morgan (Leanne), Demetrius Bridges (Xander), Scott Parks (Walden), Yohance Myles (Dennis), John Winscher (Tony), Faith Dillon (Melinda), Natalie Karp (Allie), Robin Spriggs (Harley), Mykel Shannon Jenkins (Trey), Lamar Usher (JoJo), Martin Bats Bradford (Montana), Jordane Christie (Cinco)

## Pecore tra i lupi
- Titolo originale: Like a Sheep Among Wolves
- Diretto da: Janice Cooke
- Scritto da: Jeff Stetson

### Trama
Katie scopre che il Dott. Cannerts ha mentito riguardo alla genesi dell'epidemia. La Lommers ordina a Lex di distribuire generi alimentari all'interno della zona protetta. I malviventi che avevano provato a rapinare il negozio della madre di Teresa tornano all'attacco. Prendono possesso del negozio e, avendo saputo della distribuzione di viveri, costringono Xander a partecipare a un attacco contro gli agenti addetti alla consegna del cibo. Anche Jana si reca al punto di distribuzione per ritirare una cassa di cibo, ma al ritorno viene assalita da alcuni teppisi. Sam, custode dell'edificio dove la donna sta vivendo, riesce a metterla in salvo.
- Altri interpreti: Zachary Unger (Quentin), Shawn Parsons (Sam), Charles Black (Bert), Sandra Ellis Lafferty (Micheline), Nadine Lewington (Suzy), Demetrius Bridges (Xander), Scott Parks (Walden), Yohance Myles (Dennis), Nadej k Bailey (Britney), John Winscher (Tony), Adin Steckler (Mary), Faith Renee Kennedy (Sara), Mykel Shannon Jenkins (Trey), Lamar Usher (JoJo), Martin Bats Bradford (Montana), Jordane Christie (Cinco)

## Senza più regole
- Titolo originale: He Stilled the Rising Tumult
- Diretto da: Michael A. Allowitz
- Scritto da: Marguerite MacIntyre

### Trama
Dopo aver scoperto che le sue amiche Allie e Melinda sono morte a causa del virus, Leo Green fatica a riprendersi e a continuare le sue inchieste televisive. Solo la richiesta di aiuto da parte di Lex lo risveglia dal suo torpore. Xander e Teresa riescono a fuggire dal negozio della madre di quest'ultima e raggiungono l'edificio dove si nasconde Jana. La sorellina di Thomas viene messa in quarantena nell'ospedale dove si trovano anche Katie e Jake. Quando questi vengono a sapere che Thomas vaga tutto solo per zona isolata, rischiando così di entrare in contatto con persone malate, i due vanno alla sua ricerca.
- Altri interpreti: Zachary Unger (Quentin), Shawn Parsons (Sam), Kevin Glen Kavanaugh (Sergente Lyons), Martin Bats Bradford (Montana), Jordane Christie (Cinco), Miles Doleac (Lee Scott), Michael Harding (Hank), Nadine Lewington (Suzy), Tiffany Morgan (Leanne), Miles Mussenden (Charlie), Yohance Myles (Dennis), Mykel Shannon Jenkins (Trey), Adin Steckler (Mary), Lamar Usher (JoJo), John Winscher (Tony)

## Inferno
- Titolo originale: Inferno
- Diretto da: David Boyd
- Scritto da: Matt Corman, Chris Ord

### Trama
L'edificio dove si nascondono Xander, Teresa, Jana e alcuni colleghi di lavoro di quest'ultima viene preso d'assalto da alcuni tossici in cerca di stupefacenti. Questi prendono in ostaggio la madre di Teresa per convincere gli altri a lasciarli entrare. Dopo aver convinto suo padre a restare chiuso in casa fino alla fine dell'emergenza, Lex riceve una breve telefonata da Jana, la quale lo avverte di essere in pericolo. Preso dalla paura, l'uomo decide di entrare all'interno della zona vietata, ma viene fermato dal capitano Scott della Guardia Nazionale.
- Altri interpreti: Shawn Parsons (Sam), Nadine Lewington (Suzy), Tiffany Morgan (Leanne), Demetrius Bridges (Xander), Yohance Myles (Dennis), John Winscher (Tony), Thom Gossom Jr. (Roy Carnahan), Miles Doleac (Capitano Scott), Martin Bats Bradford (Montana)

## Il punto debole di ogni cosa
- Titolo originale: There is a Crack in Everything
- Diretto da: Elliott Lester
- Scritto da: Ariella Blejer, Dawn Kamoche

### Trama
Jana, Suzy, Dannis e Sam cercano di uscire dal cordone attraverso un tunnel, che però si rivela contenente del gas, e la fuga fallisce.
Jake e Jana scoprono dal video decriptato da quest'ultima il vero il "paziente zero" (Burns): si era accorto di aver contratto il virus e si era messo in quarantena in una stanza dell'ospedale. Nel frattempo il Dott. Cannerts scopre che Thomas ha gli anticorpi per il virus: la Lommers decide di portarlo fuori dal cordone per consentire di sintetizzare una cura. Per lo scopo, Lex viene reintegrato in servizio, ma poco dopo si scopre che il collega del Dott. Cannerts - che era stato morso da un topo infettato con il sangue di Thomas, e che quindi si presumeva non fosse infetto - in realtà ha contratto il virus. Thomas è quindi un portatore sano asintomatico, e viene rimandato nel cordone: Lex però lo ha toccato.
- Altri interpreti: Elyse Levesque (Rita Sanders), Zachary Unger (Quentin), Charles Black (Bert), Sandra Ellis Lafferty (Micheline), Donielle T. Hansley Jr. (Thomas), Shawn Parsons (Sam), Nadine Lewington (Suzy), Yohance Myles (Dennis), Gregory Alan Williams (Capitano Besser), Nadej k Bailey (Britney), Adin Steckler (Mary), Miles Doleac (Capitano Scott), Selena Anduze (Infermiera Helen)

## La sfida decisiva
- Titolo originale: A Kingdom Divided Against Itself
- Diretto da: Lance Anderson
- Scritto da: Michael Jones-Morales

### Trama
Le persone all'interno del cordone si organizzano per aprire un varco nei container, ma interviene l'esercito a fermare l'incursione, che poi viene messo in quarantena. Mary si sente male e si pensa che possa essere stata contagiata da Thomas. Lasciata sola nella ressa del tentativo di fuga, si nasconde in un'automobile che viene travolta però da un camioncino, e purtroppo Mary muore. Katie, nel tentativo di salvarla, viene a contatto con il suo sangue, e viene messa quindi in quarantena.
Xander e Teresa cercano di raggiungere la casa della nonna, ma rimangono coinvolti nella ressa e Xander tocca con gli abiti qualche malato; insieme a Jana, Suzy e Sam tornano nell'edificio dove si nascondevano.
- Altri interpreti: Zachary Unger (Quentin), Shawn Parsons (Sam), Charles Black (Bert), Nadine Lewington (Suzy), Demetrius Bridges (Xander), Dan Bright (Ray), Nadej k Bailey (Britney), Dahlia Legault (Nancy), Donielle T. Hansley Jr. (Thomas), Lane Miller (Miller), Adin Steckler (Mary), Miles Doleac (Capitano Scott), Jimmy Gonzales (Ufficiale Meese)

## Rinascere
- Titolo originale: A Time to Be Born...
- Diretto da: Carol Banker
- Scritto da: Elizabeth Peterson
- Altri interpreti: Zachary Unger (Quentin), Shawn Parsons (Sam), Claire Bronson (Lindsay Savage), Nadine Lewington (Suzy), Demetrius Bridges (Xander), Yohance Myles (Dennis), Gregory Alan Williams (Capitano Besser), Donielle T. Hansley Jr. (Thomas), Faith Dillon (Melinda), Natalie Karp (Allie), Miles Doleac (Capitano Scott), Mykel Shannon Jenkins (Trey), Jordane Christie (Cinco), Jimmy Gonzales (Ufficiale Meese), Cara AnnMarie (Abigail Meese), Nicholas Hayner (Turner)

## Tutto sembra finire
- Titolo originale: Nothing Gold Can Stay
- Diretto da: Chris Grismer
- Scritto da: Julie Plec, Tom Farrell
- Altri interpreti: Zachary Unger (Quentin), Shawn Parsons (Sam), Charles Black (Bert), Sandra Ellis Lafferty (Micheline), Gregory Alan Williams (Capitano Besser), Donielle T. Hansley Jr. (Thomas), Thom Gossom Jr. (Roy Carnahan), Mykel Shannon Jenkins (Trey), Jimmy Gonzales (Ufficiale Meese), John Atwood (Dr. MacIntyre)

## L'ultima speranza
- Titolo originale: Yes Is the Only Living Thing
- Diretto da: Charles Beeson
- Scritto da: Marguerite MacIntyre
- Altri interpreti: Zachary Unger (Quentin), Shawn Parsons (Sam), Charles Black (Bert), Sandra Ellis Lafferty (Micheline), Nadine Lewington (Suzy), Demetrius Bridges (Xander), Scott Parks (Walden), Donielle T. Hansley Jr. (Thomas), Thom Gossom Jr. (Roy Carnahan), Mykel Shannon Jenkins (Trey), Jordane Christie (Cinco), Jimmy Gonzales (Ufficiale Meese), Laura Whyte (Katrina Hobbs)

## La strada per il paradiso
- Titolo originale: Path to Paradise
- Diretto da: Charles Beeson
- Scritto da: Matt Corman, Chris Ord
- Altri interpreti: Zachary Unger (Quentin), Nadine Lewington (Suzy), Demetrius Bridges (Xander), Charles Black (Bert), Sandra Ellis Lafferty (Micheline), Scott Parks (Walden), Donielle T. Hansley Jr. (Thomas), Thom Gossom Jr. (Roy Carnahan), Miles Doleac (Capitano Scott), Mykel Shannon Jenkins (Trey), Jordane Christie (Cinco), Jimmy Gonzales (Ufficiale Meese), Neal Ghant (Faith Healer Coates), Keenan Echols (Ufficiale McRudden), E. Roger Mitchell (Ufficiale OPS Jim Blake), Franco Castan (Ufficiale Coukos)